# Muling He
Le Muling He est une rivière du nord de la Chine d'une longueur de 577 km qui coula dans la province du Heilongjiang. Elle est un affluent en rive gauche de l'Oussouri dans le bassin du fleuve Amour.

## Source de la traduction
- (de) Cet article est partiellement ou en totalité issu de l’article de Wikipédia en allemand intitulé « Muling He » (voir la liste des auteurs).